# Вардгейзен
Вардгейзен (нід. Waardhuizen) — село в нідерландській провінції Північний Брабант. Входить до муніципалітету Алтена.

## Визначні уродженці
- Карола Шоутен (нар. 1977) — міністр сільського господарства Нідерландів